# Левик, Себастьян
Себастьян Левик (фр. Sébastien Levicq; род. 25 июня 1971, Гавр) — французский легкоатлет, специалист по многоборьям. Выступал за сборную Франции по лёгкой атлетике в 1990—2003 годах, победитель Кубка Европы в командном зачёте, чемпион летней Универсиады в Буффало, участник двух летних Олимпийских игр.

## Биография
Себастьян Левик родился 25 июня 1971 года в городе Гавр департамента Приморская Сена.
Впервые заявил о себе в десятиборье на международном уровне в сезоне 1990 года, когда вошёл в состав французской национальной сборной и выступил на юниорском мировом первенстве в Пловдиве, где занял итоговое 12-е место.
В 1993 году одержал победу на летней Универсиаде в Буффало, представлял страну на чемпионате мира в Штутгарте, став в программе десятиборья четырнадцатым.
В 1994 году на домашнем Кубке Европы по легкоатлетическим многоборьям в Лионе показал восьмой результат в личном зачёте и вместе с французской сборной выиграл мужской командный зачёт.
В 1995 году в семиборье был восьмым на чемпионате мира в помещении в Барселоне. В десятиборье стартовал на Кубке Европы в Вальядолиде, где стал четвёртым в личном зачёте и помог своим соотечественникам выиграть серебряные медали командного зачёта. На последовавшем чемпионате мира в Гётеборге занял девятое место.
Был девятым в семиборье на чемпионате Европы в помещении в Стокгольме, тогда как на Кубке Европы в Лаге стал пятым в личном зачёте и вновь получил серебро командного зачёта. Благодаря череде удачных выступлений удостоился права защищать честь страны на летних Олимпийских играх 1996 года в Атланте — набрал в сумме всех дисциплин десятиборья 8192 очка, расположившись в итоговом протоколе соревнований на 17-й строке.
После атлантской Олимпиады Левик остался в составе легкоатлетической команды Франции на ещё один олимпийский цикл и продолжил принимать участие в крупнейших международных стартах. Так, в 1997 году он занял седьмое место на домашнем чемпионате мира в помещении в Париже, выступил на Средиземноморских играх в Бари и на чемпионате мира в Афинах.
В 1998 году участвовал в чемпионате Европы в Будапеште, но вынужден был досрочно завершить выступление и не показал никакого результата.
В 1999 году на Кубке Европы в Праге взял бронзу в личном зачёте и стал четвёртым в командном зачёте. На чемпионате мира в Севилье с результатом в 8524 очка установил свой личный рекорд в десятиборье и разместился в итоговом протоколе на четвёртой позиции.
Выполнив олимпийский квалификационный норматив, благополучно прошёл отбор на Олимпийские игры 2000 года в Сиднее — на сей раз досрочно завершил выступление уже после первых двух дисциплин.
В 2003 году в составе французской сборной выиграл командное первенство Кубка Европы в Брессаноне, при этом сам не финишировал и не добавил очков в зачёт команды.